# Sása (Zvolen)
Sása es un municipio del distrito de Zvolen en la región de Banská Bystrica, Eslovaquia, con una población estimada a final del año 2024 de 830 habitantes.
Se encuentra ubicado en el centro-oeste de la región, en los montes Centrales Eslovacos y la cuenca hidrográfica del río Hron —un afluente izquierdo del Danubio— y cerca de la frontera con la región de Nitra.

## Demografía
| Año        | 1994 | 2004    | 2014    | 2024     |
| ---------- | ---- | ------- | ------- | -------- |
| Población  | 889  | 951     | 933     | 830      |
| Diferencia |      | +6,97 % | −1,89 % | −11,03 % |

| Año        | 2023 | 2024    |
| ---------- | ---- | ------- |
| Población  | 857  | 830     |
| Diferencia |      | −3,15 % |